# Jacques Nompar de Caumont
Jacques Nompar de Caumont (30 ottobre 1558 – La Force, 10 maggio 1652) è stato un militare francese, signore, barone, marchese e poi I duca di La Force, signore di Castelnaud, Maresciallo e Pari di Francia.
Appartenente alla nobile famiglia de Caumont, era figlio di François de Caumont, signore di Castelnau, e di Philippa de Beaupoil.
Fu governatore del Béarn e viceré di Navarra sotto Enrico IV di Francia.
Fu anche un memorialista francese.

## Biografia
Scampò per miracolo (fingendosi morto) al massacro di San Bartolomeo, cui invece non scamparono il padre e il fratello, venuti con lui a Parigi per assistere al matrimonio di Enrico III di Navarra con Margherita di Valois.
Divenuto quindi fedelissimo di Enrico IV di Francia, quando questi era ancora re di Navarra, fece la sua carriera militare all'ombra del re. Fu lui ad arrestare François Ravaillac.

### Carriera militare
- Dopo il massacro di San Bartolomeo seguì Enrico in tutte le sue campagne militari, ottenendo in ricompensa della sua fedeltà una importante funzione nel governo Périgord nel 1588[4].
- Tra il 1590 e il 1592, partecipò agli assedi di Parigi, Chartres e Rouen. Il 1º marzi 1593, divenne governatore e luogotenente generale del Béarn e della Navarra.
- Nel 1621, alla prima ribellione ugonotta diresse la difesa di Montauban assediata da Luigi XIII, aiutato da due dei suoi figli, Jean de Caumont de la Force, marchese di Montpouillan, ed Henri Nompar de Caumont, marchese di Castelnaud, duca di La Force
- Nel 1622 ricevette il bastone di Maresciallo di Francia durante l'assedio di Sainte-Foy-la-Grande
- Nel 1637 ricevette la dignità di pari di Francia
- Lui e il figlio Armand Nompar de Caumont-La Force parteciparono attivamente alle guerre condotte da Luigi XIII e dal Richelieu
- Nel 1638 fu sconfitto da Tommaso Francesco di Savoia, che lo costrinse a togliere l'assedio a Saint-Omer
- All'età di 76 anni conquistò la fortezza di La Mothe difesa da Antoine de Choiseul d'Isches, che vi perdette la vita

Morì alla veneranda età di 94 anni il 10 maggio 1652.
Le sue Memorie (Parigi, 1843, 4. vol. in 8°) sono accompagnate da quelle del figlio primogenito Armand de Caumont, duca di La Force, e del secondogenito Henri Nompar de Caumont.
La sua residenza parigina ha dato il nome alla prigione de la Force.

## Matrimoni e discendenza
Il 5 gennaio 1577 sposò Charlotte de Gontaut-Biron, figlia del maresciallo di Francia Armand de Gontaut-Biron e di Jeanne, dama d'Ornesan.
Ella morì nel giugno 1635 dopo avergli dato 10 figli..
- Armand Nompar de Caumont, marchese poi duca di la Force, nato verso il 1580, maresciallo di Francia, morto nel 1675.
- Jean Nompar de Caumont, duca di la Force, marchese di Montpouillan, nato nel 1581, morto nel 1621. Partecipò all'assedio di Montauban e a quello di Tonneins ove trovò la morte.
- Henri Nompar de Caumont, duca di la Force, marchese di Castelnaud, nato nel 1582, morto nel 1678. Partecipò all'assedio di Montauban, ove uccise il duca di Mayenne.
- Jacques Nompar de Caumont, signore di Mas-Durand (o anche Masdurant).
- Charles Nompar de Caumont, signore di Mas-Durand.
- Pierre Nompar de Caumont, barone d'Eymet.
- Jean Jacob Nompar de Caumont, marchese di Tonneins.
- François Nompar de Caumont, marchese di Castelmoron, signore di Montpouillan, maresciallo di campo, governatore di Béarn, governatore del Principato di Montbéliard & della contea di Belfort.
- Jacqueline Nompar de Caumont.
- Isabelle Nompar de Caumont.